# الحبيل (لحج)
الحبيل هي إحدى قرى الجمهورية اليمنية. وهي تتبع جغرافيًا لمحافظة لحج. وإداريًا لمديرية تبن. يبلغ تعداد سكانها 4098 نسمة حسب الإحصاء الذي جرى عام 2004.